# Convocazioni alla Coppa panamericana maschile di pallavolo 2018
Elenco dei giocatori convocati per la Coppa panamericana 2018.

## Argentina
| N° | Nome              | Ruolo | Data di nascita   | Squadra          |
| -- | ----------------- | ----- | ----------------- | ---------------- |
| -  | Alejandro Grossi  | All   | 19 luglio 1961    | Monteros         |
| 1  | Matías Sánchez    | P     | 20 settembre 1996 | Obras Sanitarias |
| 2  | Liam Arreche      | C     | 30 dicembre 1997  | UNTreF           |
| 3  | Jan Martínez      | S     | 28 gennaio 1998   | Ciudad           |
| 4  | Alejandro Toro    | S     | 20 luglio 1989    | Lomas            |
| 8  | Gaspar Bitar      | P     | 19 dicembre 1995  | Ciudad           |
| 9  | Luciano Palonsky  | S     | 8 luglio 1999     | Ciudad           |
| 10 | Nicolás Bruno     | S     | 24 febbraio 1989  | Bolívar          |
| 11 | Gastón Fernández  | C     | 4 agosto 1995     | River Plate      |
| 12 | Joaquín Gallego   | C     | 21 novembre 1996  | Ciudad           |
| 13 | Ezequiel Palacios | S     | 2 ottobre 1992    | Ciudad           |
| 15 | Nicolás Zerba     | C     | 13 giugno 1999    | UPCN             |
| 16 | Germán Johansen   | O     | 2 settembre 1995  | River Plate      |
| 18 | Santiago Danani   | L     | 12 dicembre 1995  | River Plate      |
| 19 | Franco Massimino  | L     | 23 maggio 1988    | Lomas            |

## Brasile
| N° | Nome                   | Ruolo | Data di nascita  | Squadra      |
| -- | ---------------------- | ----- | ---------------- | ------------ |
| -  | Giovane Gávio          | All   | 7 settembre 1970 | Sesc         |
| 1  | Alan de Souza          | O     | 21 marzo 1994    | Sesi         |
| 2  | Eduardo Carísio        | P     | 19 gennaio 1996  | Minas        |
| 3  | Davy Moraes            | O     | 7 aprile 1997    | Minas        |
| 4  | Rogério de Carvalho    | L     | 20 febbraio 1995 | Minas        |
| 5  | Leandro dos Santos     | C     | 13 gennaio 1993  | Sesi         |
| 7  | Henrique Honorato      | S     | 18 marzo 1997    | Minas        |
| 8  | Leonardo do Nascimento | S     | 16 marzo 1995    | Asepel       |
| 10 | Matheus dos Santos     | C     | 23 aprile 1996   | Itapetininga |
| 11 | Thiago Veloso          | P     | 5 agosto 1993    | Sesc         |
| 13 | Flávio Gualberto       | C     | 22 aprile 1993   | Minas        |
| 15 | Douglas Pureza         | L     | 16 novembre 1996 | Sesi         |
| 17 | Cledenílson Batista    | C     | 9 giugno 1998    | Minas        |
| 18 | Gabriel Pessoa         | S     | 14 aprile 1993   | AVF          |
| 19 | Victor Cardoso         | S     | 22 marzo 1999    | Itapetininga |

## Canada
| N° | Nome              | Ruolo | Data di nascita  | Squadra           |
| -- | ----------------- | ----- | ---------------- | ----------------- |
| -  | Larry McKay       | All   | -                | -                 |
| 1  | Jeremy Davies     | L     | 1º maggio 1994   | Perungan Pojat    |
| 3  | Logan Brennan     | L     | 19 maggio 1995   | Winnipeg          |
| 4  | Pearson Eshenko   | C     | 16 ottobre 1997  | Trinity Western   |
| 5  | Blake Scheerhoorn | S     | 6 gennaio 1995   | AZS Olsztyn       |
| 6  | Justin Duff       | C     | 10 maggio 1988   | Stocznia Szczecin |
| 7  | Danny Demyanenko  | C     | 13 luglio 1994   | Spacer's Toulouse |
| 8  | Andrew Richards   | S     | 21 aprile 1996   | McMaster          |
| 9  | Terrel Bramwell   | O     | 23 agosto 1990   | Diamond Food      |
| 12 | Daenan Gyimah     | C     | 16 gennaio 1998  | UC Los Angeles    |
| 17 | Jackson Howe      | C     | 16 giugno 1998   | Trinity Western   |
| 21 | Brett Walsh       | P     | 19 febbraio 1994 | Milano            |
| 22 | Brandon Koppers   | S     | 9 settembre 1995 | McMaster          |
| 24 | Byron Keturakis   | P     | 11 gennaio 1996  | British Columbia  |

## Cile
| N° | Nome                | Ruolo | Data di nascita  | Squadra           |
| -- | ------------------- | ----- | ---------------- | ----------------- |
| -  | Daniel Nejamkin     | All   | 29 gennaio 1960  | -                 |
| 1  | Simón Guerra        | C     | 19 gennaio 1996  | Gigantes del Sur  |
| 3  | Gabriel Araya       | C     | 11 giugno 1995   | Linares           |
| 4  | Tomás Parraguirre   | O     | 1º marzo 1991    | St. Thomas Morus  |
| 5  | Matías Parraguirre  | S     | 2 luglio 1987    | St. Thomas Morus  |
| 7  | Rafael Albornoz     | S     | 12 novembre 1996 | St. Thomas Morus  |
| 8  | Dusan Bader         | C     | 16 novembre 1991 | St. Thomas Morus  |
| 9  | Dušan Bonačić       | S     | 19 luglio 1995   | Volley Catania    |
| 10 | Vicente Mardones    | O     | 18 dicembre 1999 | Providencia       |
| 11 | Vicente Parraguirre | S     | 14 ottobre 1994  | Laval             |
| 14 | Estebán Villarreal  | P     | 1º agosto 1997   | ?                 |
| 15 | Sebastián Castillo  | L     | 19 novembre 1995 | ?                 |
| 16 | Tomás Gago          | C     | 11 giugno 1997   | Purdue Fort Wayne |
| 18 | Joaquín León        | P     | 23 ottobre 1999  | Stadio Italiano   |
| 25 | Aarón Reyes         | L     | 22 luglio 1986   | Providencia       |

## Colombia
| N° | Nome                | Ruolo | Data di nascita   | Squadra                  |
| -- | ------------------- | ----- | ----------------- | ------------------------ |
| -  | Eliseo Ramos        | All   | 7 luglio 1953     | -                        |
| 1  | Iván Hurtado        | S     | 23 settembre 1996 | Valle del Cauca          |
| 3  | Juan Pablo Díaz     | L     | 10 marzo 1994     | Cundinamarca             |
| 4  | Julián Vinasco      | P     | 30 gennaio 1986   | Regatas Lima             |
| 5  | Jhonnier Sánchez    | C     | 3 agosto 1999     | Valle del Cauca          |
| 6  | Carlos Llanos       | S     | 23 ottobre 1999   | Valle del Cauca          |
| 8  | Leandro Mejía       | C     | 8 novembre 1996   | Ethnikos Alexandroupolīs |
| 9  | Jorge Payán         | O     | 27 aprile 1987    | Ethnikos Alexandroupolīs |
| 10 | Gustavo Larrahondo  | O     | 13 marzo 1998     | Policial                 |
| 12 | Julian Guerrero     | L     | 6 ottobre 1997    | ?                        |
| 13 | Juan Camilo Ambuila | P     | 11 giugno 1992    | Anorthōsīs               |
| 14 | Kevin Carabalí      | C     | 23 marzo 1995     | Odolena Voda             |
| 16 | Cristian Carabalí   | C     | 22 maggio 1994    | ?                        |
| 17 | Carlos Alomia       | S     | 17 giugno 1992    | Eser                     |
| 18 | David Rentería      | S     | 3 marzo 1995      | Valle del Cauca          |

## Cuba
| N° | Nome               | Ruolo | Data di nascita  | Squadra          |
| -- | ------------------ | ----- | ---------------- | ---------------- |
| -  | Nicolás Vives      | All   | 24 aprile 1970   | -                |
| 2  | Osniel Melgarejo   | S     | 18 dicembre 1997 | UNTreF           |
| 3  | Marlon Yant        | S     | 23 maggio 2001   | Villa Clara      |
| 4  | Javier Jiménez     | S     | 16 novembre 1989 | Obras Sanitarias |
| 5  | Javier Concepción  | C     | 27 dicembre 1997 | Ciudad Habana    |
| 7  | Yonder García      | L     | 26 febbraio 1993 | Ciudad Habana    |
| 8  | Richard Tuero      | L     | 7 marzo 1987     | Sancti Spíritus  |
| 9  | Liván Osoria       | C     | 5 febbraio 1994  | Santiago de Cuba |
| 10 | Miguel Gutiérrez   | O     | 21 febbraio 1997 | Villa Clara      |
| 11 | Liván Taboada      | P     | 4 ottobre 1998   | Ciudad Habana    |
| 12 | Jesús Herrera      | O     | 4 aprile 1995    | Artemisa         |
| 14 | Adrián Goide       | P     | 26 giugno 1998   | Gigantes del Sur |
| 15 | Yohan León         | S     | 25 gennaio 1995  | Camagüey         |
| 17 | Roamy Alonso       | C     | 24 luglio 1997   | Matanzas         |
| 18 | Miguel Ángel López | S     | 25 marzo 1997    | Gigantes del Sur |

## Guatemala
| N° | Nome               | Ruolo | Data di nascita   | Squadra   |
| -- | ------------------ | ----- | ----------------- | --------- |
| -  | Reider Lucas       | All   | -                 | -         |
| 1  | Jeyson Nery        | S     | 19 luglio 1991    | Gonzalez  |
| 2  | Carlos López       | S     | 13 luglio 1997    | Maquinza  |
| 3  | Wagner Chacón      | S     | 2 marzo 1998      | Maquinza  |
| 4  | Axel Menéndez      | S     | 29 giugno 1993    | Solorzano |
| 5  | Erik Flores        | O     | 30 settembre 1997 | Solorzano |
| 6  | Edras Pineda       | C     | 16 agosto 1997    | Zoom      |
| 7  | Adán Ruano         | P     | 10 marzo 1998     | Maquinza  |
| 8  | Luis Santa Cruz    | L     | 18 novembre 1998  | Tellios   |
| 11 | Andy Leonardo      | C     | 27 ottobre 1989   | Solorzano |
| 12 | Tirso Pineda       | L     | 22 settembre 1984 | Zoom      |
| 13 | Erick Colindres    | C     | 29 giugno 1993    | Solorzano |
| 14 | Brandon Chinchilla | C     | 26 ottobre 1994   | Solorzano |
| 15 | Leonel Aragón      | O     | 20 ottobre 1995   | Zoom      |
| 16 | Gerardo González   | P     | 13 luglio 1994    | Zoom      |

## Messico
| N° | Nome              | Ruolo | Data di nascita   | Squadra              |
| -- | ----------------- | ----- | ----------------- | -------------------- |
| -  | Jorge Azair       | All   | -                 | -                    |
| 1  | Daniel Vargas     | O     | 1º settembre 1986 | Palandöken           |
| 4  | Gonzalo Ruiz      | S     | 24 aprile 1988    | Ferrocarrileros IMSS |
| 5  | Jesús Rangel      | L     | 20 settembre 1980 | Nuevo León           |
| 6  | Jesús Perales     | P     | 22 dicembre 1993  | Nuevo León           |
| 8  | Gabriel Cruz      | C     | 13 maggio 1996    | Michoacán            |
| 10 | Pedro Rangel      | P     | 16 settembre 1988 | Teruel               |
| 11 | Jorge Barajas     | S     | 7 maggio 1991     | Pag Taviano          |
| 12 | José Martínez     | C     | 23 gennaio 1993   | Strasbourg           |
| 14 | Jonathan Martínez | C     | 30 settembre 1991 | Ferrocarrileros IMSS |
| 15 | Alán Martínez     | L     | 21 gennaio 1995   | Chihuahua            |
| 17 | Néstor Orellana   | O     | 7 gennaio 1992    | Melilla              |
| 20 | Julián Duarte     | S     | 19 giugno 1994    | Tigres UANL          |
| 22 | Guerson Acosta    | C     | 19 luglio 1992    | Nuevo León           |
| 23 | Alejandro Moreno  | S     | 6 settembre 1994  | Tigres UANL          |

## Perù
| N° | Nome                | Ruolo | Data di nascita   | Squadra        |
| -- | ------------------- | ----- | ----------------- | -------------- |
| -  | Juan Carlos Gala    | All   | 22 agosto 1966    | -              |
| 2  | Paul Williams       | P     | 26 maggio 1995    | Unilever       |
| 5  | Frank Rodríguez     | O     | 14 luglio 1997    | Sparteam       |
| 7  | Eduardo Romay       | O     | 22 agosto 1995    | Al-Ittihad     |
| 8  | Daniel Urueña       | C     | 26 novembre 1997  | Unilever       |
| 9  | André Bustos        | L     | 3 agosto 1997     | DC Asociados   |
| 10 | Diego Recavarren    | S     | 17 settembre 1988 | -              |
| 11 | Jonathan Nakamatsu  | L     | 30 aprile 1999    | Regatas Lima   |
| 12 | Daniel Porras       | S     | 4 agosto 1998     | Unilever       |
| 13 | Benny Bernaola      | C     | 1º novembre 1990  | Unilever       |
| 14 | Álvaro Hidalgo      | S     | 23 marzo 1994     | Regatas Lima   |
| 18 | Francis Mendoza     | O     | 18 settembre 1992 | Unilever       |
| 22 | Marcelo Gutiérrez   | P     | 16 maggio 1999    | Vamos Peerless |
| 23 | Juan José Rodríguez | C     | 4 giugno 1994     | Vamos Peerless |
| 24 | José Vargas         | S     | 3 febbraio 1993   | Regatas Lima   |

## Porto Rico
| N° | Nome               | Ruolo | Data di nascita   | Squadra              |
| -- | ------------------ | ----- | ----------------- | -------------------- |
| -  | Oswald Antonetti   | All   | 28 giugno 1977    | -                    |
| 2  | Steven Morales     | C     | 7 aprile 1992     | Mets de Guaynabo     |
| 3  | Pablo Guzmán       | S     | 2 giugno 1987     | Mets de Guaynabo     |
| 4  | Dennis Del Valle   | L     | 27 gennaio 1989   | Llaneros de Toa Baja |
| 5  | Pedro Nieves       | C     | 29 giugno 1993    | Llaneros de Toa Baja |
| 6  | Ángel Pérez        | P     | 20 maggio 1982    | Gigantes de Adjuntas |
| 7  | Arturo Iglesias    | P     | 22 novembre 1995  | Tricolore            |
| 8  | Eddie Rivera       | S     | 16 giugno 1992    | Gigantes de Adjuntas |
| 10 | Ezequiel Cruz      | S     | 15 luglio 1986    | Gigantes de Adjuntas |
| 11 | Maurice Torres     | O     | 6 luglio 1991     | Mets de Guaynabo     |
| 13 | Sequiel Sánchez    | S     | 24 marzo 1990     | Mets de Guaynabo     |
| 14 | Juan Vázquez       | O     | 23 gennaio 1991   | Changos de Naranjito |
| 15 | Jonathan Rodríguez | C     | 16 settembre 1997 | Changos de Naranjito |
| 17 | Jessie Colón       | C     | 20 settembre 1984 | Gigantes de Adjuntas |
| 24 | Arnel Cabrera      | L     | 11 ottobre 1984   | Mets de Guaynabo     |

## Rep. Dominicana
| N° | Nome                | Ruolo | Data di nascita  | Squadra           |
| -- | ------------------- | ----- | ---------------- | ----------------- |
| -  | José Gutiérrez      | All   | -                | -                 |
| 1  | Henry Tapia         | O     | 1º marzo 1992    | Īraklīs Chalkidas |
| 3  | Elvis Contreras     | S     | 20 luglio 1979   | Tamayo            |
| 5  | Engel Miéses        | L     | 1º dicembre 1995 | Santo Domingo     |
| 7  | Jonathan Mercedes   | C     | 18 agosto 1989   | San Francisco     |
| 8  | Henry López         | S     | 9 dicembre 1994  | Moca              |
| 9  | Braymar Tolentino   | L     | 27 agosto 1996   | Bayaguana         |
| 10 | Francisco Abréu     | P     | 26 aprile 1982   | Distrito Nacional |
| 11 | José Cáceres        | O     | 24 dicembre 1981 | Bameso            |
| 12 | Francisco Arredondo | P     | 1 ottobre 1996   | Bayaguana         |
| 14 | Félix Romero        | C     | 2 maggio 1995    | Bayaguana         |
| 15 | Richi Paulino       | C     | 2 dicembre 1996  | Santiago          |
| 19 | Héctor Cruz         | S     | 12 giugno 1997   | Yamasá            |

## Stati Uniti
| N° | Nome            | Ruolo | Data di nascita  | Squadra            |
| -- | --------------- | ----- | ---------------- | ------------------ |
| -  | David Hunt      | All   | 1º gennaio 1986  | Pepperdine         |
| 2  | Price Jarman    | C     | 21 novembre 1992 | Brigham Young      |
| 4  | Kupono Fey      | S     | 21 gennaio 1995  | Argos              |
| 5  | James Shaw      | O     | 5 marzo 1994     | Sir Safety Perugia |
| 6  | Mitchell Stahl  | C     | 31 agosto 1994   | Paris              |
| 7  | Arvis Greene    | O     | 1º agosto 1995   | CSU Northridge     |
| 10 | Kyle Russell    | O     | 25 agosto 1993   | Charlottenburg     |
| 11 | Ryan Coenen     | S     | 16 ottobre 1996  | Lewis              |
| 12 | Matthew Pollock | C     | 14 agosto 1990   | Civita Castellana  |
| 13 | Jacob Arnitz    | S     | 15 luglio 1995   | UC Los Angeles     |
| 14 | David Wieczorek | S     | 3 gennaio 1996   | Pepperdine         |
| 16 | Brendan Schmidt | C     | 3 settembre 1994 | McKendree          |
| 19 | Kyle Dagostino  | L     | 18 maggio 1995   | Stanford           |
| 22 | John Hatch      | S     | 12 febbraio 1996 | UC Los Angeles     |
| 23 | Jonah Seif      | P     | 30 ottobre 1994  | Będzin             |